# Leucochlaena muscosa
Leucochlaena muscosa är en fjärilsart som beskrevs av Otto Staudinger 1892. Leucochlaena muscosa ingår i släktet Leucochlaena och familjen nattflyn. Inga underarter finns listade i Catalogue of Life.